# Fundo de Quintal
Fundo de Quintal est un groupe musical brésilien de samba formé à Rio de Janeiro dans les années 1970. Issu des cercles de samba du groupe carnavalesque Cacique de Ramos (pt), association créée par Bira Presidente (pt), Ubirany (pt) et Sereno (pt) en 1961, Fundo de Quintal est devenu au fil des années l'une des plus grandes références du genre, notamment dans le pagode, dont le groupe s'est fait le plus grand spécialiste,,,.
Organisés tous les mercredis au tribunal du Cacique de Ramos, les cercles de samba organisés par Fundo de Quintal — ouverts à différents joueurs de samba — ont révolutionné de nombreux aspects de l'univers de la samba, manifestés par un langage musical renouvelé caractérisé par un style interprétatif ancré dans la tradition du partido-alto, et l'introduction dans les cercles des instruments tantã, repique de mão et banjo à quatre cordes, qui furent responsables de grandes innovations harmoniques et percussives dans la samba,,,.
Avec le soutien de l'interprète Beth Carvalho et du producteur de musique Rildo Hora,,, RGE Discos a invité les musiciens de Cacique à participer à l'enregistrement en studio du LP de la chanteuse, De Pé No Chão, et peu de temps après, le label a sorti Samba É No Fundo de Quintal, le premier album du groupe,. Sur cet album, Fundo de Quintal a présenté les musiciens de samba Bira Presidente, Ubirany, Sereno, Neoci (pt), Almir Guineto, Jorge Aragão et Sombrinha. Entre les départs et les arrivées de membres, Fundo de Quintal a enregistré d'autres disques tout au long de cette décennie, donnant encore plus de visibilité aux compositions de ses nouveaux musiciens, comme Arlindo Cruz et Cleber Augusto (pt), ainsi que Guineto et Aragão, qui ont poursuivi des carrières solos, et aussi de partenaires liés aux pagodes Cacique de Ramos, comme Luiz Carlos da Vila, Beto sem Braço (pt), Nei Lopes, Wilson Moreira, Noca da Portela (pt), entre autres,.
Le succès commercial des œuvres de Fundo de Quintal – dont certaines ont donné des disques d'or ou de platine, ce dernier dans le cas du LP O Mapa da Mina – a joué un rôle fondamental dans l'affirmation du mouvement pagode en tant que nouveau courant de samba sur la scène musicale brésilienne dans les années 1980,,,.
Même avec le départ d'Arlindo Cruz et Sombrinha, deux des principaux compositeurs du groupe, Fundo de Quintal a poursuivi sa carrière tout au long des années 1990, période au cours de laquelle les musiciens Ademir, Mario Sergio et Ronaldinho se sont joints, qui avec les autres membres de Bira Presidente, Ubirany, Sereno et Cleber Augusto constituaient la formation la plus durable de l'histoire du groupe. À partir de 2000, Fundo de Quintal a réduit la production de travail en studio pour se consacrer à la représentation de spectacles, une routine qu'elle a maintenue pendant deux décennies.

## Histoire

### Années 1970: origines

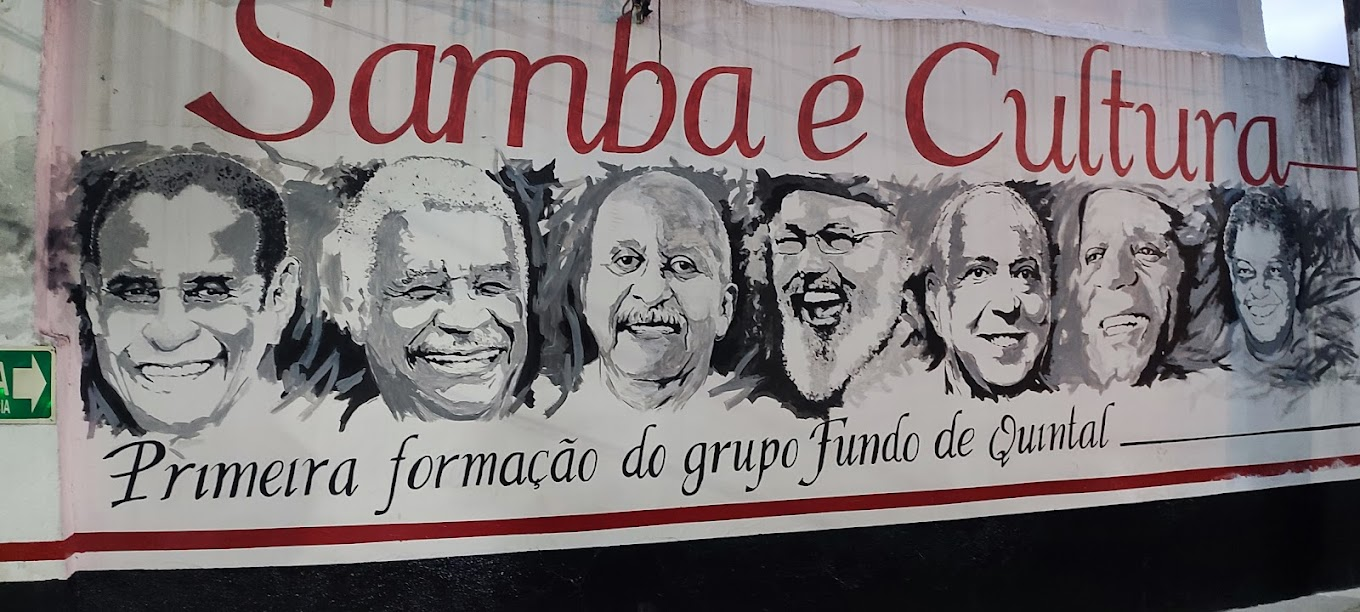
Peinture murale présentant les premiers membres de Fundo de Quintal.

Dans les années 1960, les frères Bira Presidente (pt) (†) et Ubirany (pt) et leur ami Sereno (pt) fondent le groupe carnavalesque Cacique de Ramos (pt), à Rio de Janeiro. En dehors de la saison du carnaval, ils décident d'organiser des cercles de samba au siège du club, dans la banlieue de Leopoldina, au nord de Rio. Ils se réunissent toujours le mercredi pour produire un son qui commence à attirer l'attention dans le monde de la samba de Rio. Les réunions informelles sont ouvertes, ce qui attire plusieurs nouveaux compositeurs, qui jouent des sambas de grands joueurs de samba et leurs propres compositions. La grande différence entre ces groupes réside dans leur manière renouvelée de chanter la vie quotidienne, enracinée dans la tradition du partido-alto de Rio, et son rythme percussif innovant marqué par l'utilisation d'instruments auparavant rares dans les cercles de samba, comme le banjo avec accordage cavaquinho (créé par Almir Guineto), le tantã (créé par Sereno qui a remplacé le traditionnel surdo), le repique de mão (création d'Ubirany),,,.
Cherchant à renouveler son répertoire musical pour un prochain album, la chanteuse Beth Carvalho va voir le cercle de samba organisé par Bira, Ubirany, Sereno et compagnie, et en repart impressionnée par les percussions innovantes des joueurs de samba Cacique. Elle contacte le producteur Rildo Hora (pt), du label RGE Discos, qui se rend également sur place. C'est alors qu'en 1978, plusieurs musiciens de samba fréquentant Cacique participent au nouveau LP de Beth, De Pé No Chão,,. La samba Vou Festejar (de Jorge Aragão, Dida et Neoci) est devenue le plus grand succès du carnaval de l'année suivante et a contribué à ouvrir les portes aux membres du Cacique sur la scène musicale brésilienne. Beaucoup de ces joueurs de samba participent au prochain LP de la chanteuse, Beth Carvalho No Pagode, en 1979.

### 1980-1982: premiers travaux

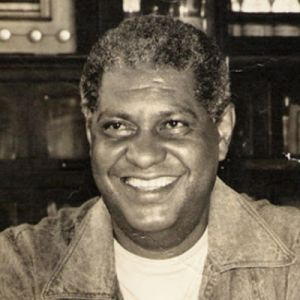
avant 1981.

La bonne résonance générée par ces deux albums de Beth Carvalho encourage la formation formelle d'un groupe de samba capable de recréer dans les studios des maisons de disques l'atmosphère des cercles de samba des banlieues de Rio. C'est alors que naît officiellement le groupe Fundo de Quintal, initialement composé de Bira Presidente, Ubirany et Sereno — les trois fondateurs du groupe — plus Jorge Aragão, Almir Guineto, Sombrinha et Neoci (pt) (percussions en général). Avec cette programmation, Fundo de Quintal enregistre son premier LP, Samba É No Fundo de Quintal,. Produit par Rildo Hora, l'album sorti par RGE en 1980 est bien accueilli par la critique musicale brésilienne.
En 1981, Fundo de Quintal perd Neoci, décédé, ainsi qu'Almir Guineto et Jorge Aragão, qui décident de poursuivre une carrière solo, bien qu'ils restèrent des collaborateurs réguliers des compositions du groupe au cours des années suivantes. Avec l'ajout d'Arlindo Cruz et Walter Sete Cordas, RGE sort Samba é No Fundo de Quintal Vol. 2 plus tard cette année-là.

### 1983-1999: reconnaissance et apogée artistique et commerciale

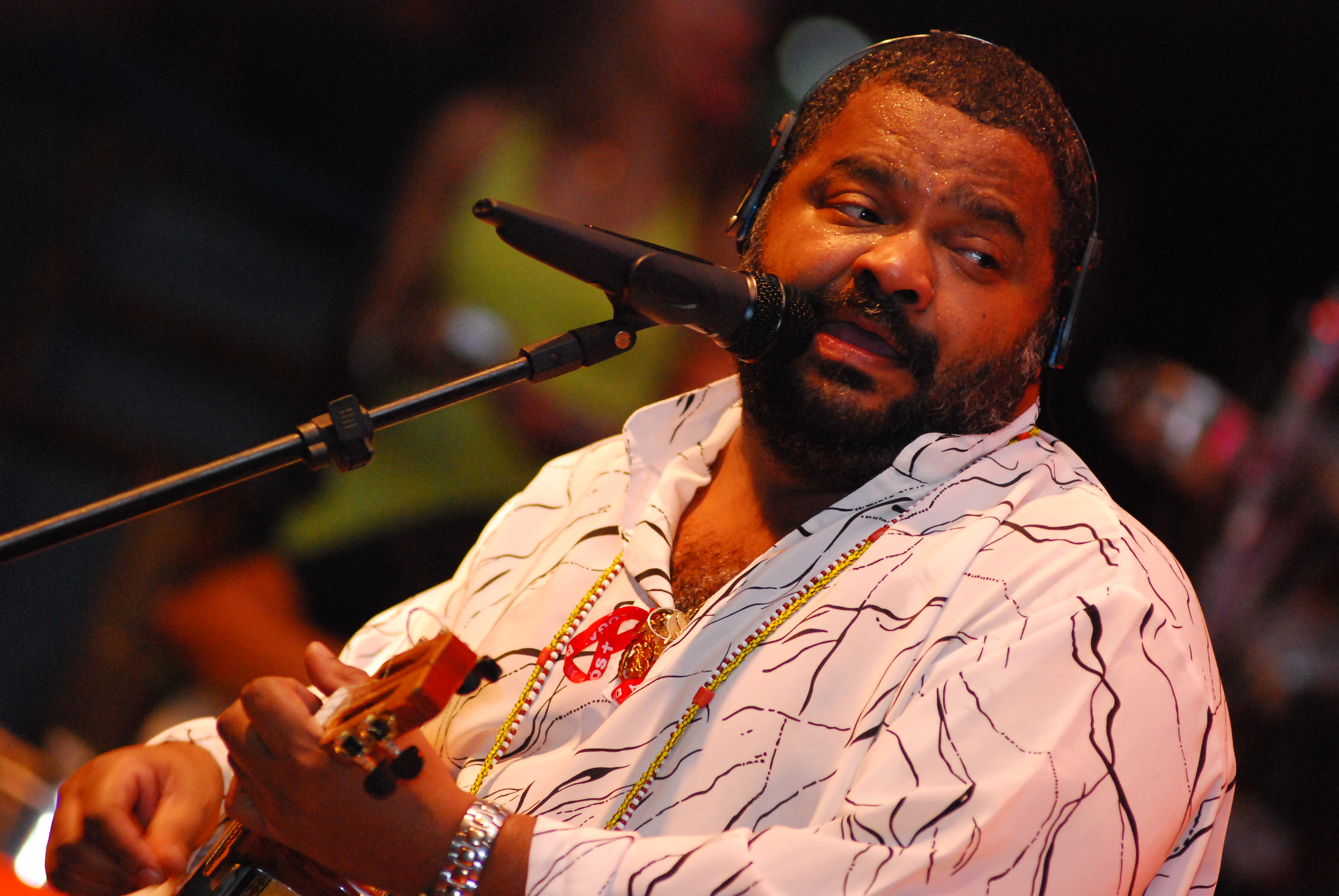
Arlindo Cruz en 2008.

Peu de temps après la sortie du deuxième album studio de Fundo de Quintal, Walter Sete Cordas quitte le groupe. Le guitariste Cleber Augusto (pt) est recruté pour le remplacer. Avec ce nouveau membre ainsi que Bira Presidente, Ubirany, Sereno, Sombrinha et Arlindo Cruz, Fundo de Quintal enregistre sept albums studio et un album live entre 1983 et 1990. Cette période est marquée par une grande appréciation du style de samba joué par le groupe, dans lequel l' industrie musicale brésilienne commence à investir de plus en plus, ce qui donne lieu à un phénomène commercial majeur dans le pays au milieu des années 1980,,,. Sorties chaque année de 1983 à 1985, les trois œuvres suivantes de Fundo de Quintal – Nos Pagodes da Vida, Seja Sambista Também et Divina Luz – jouent un rôle fondamental dans la formation du style samba que, plus tard, le marché musical brésilien commencera à appeler pagode,,,. En outre, le groupe tient à valoriser cette nouvelle façon de faire de la samba, non seulement en enregistrant des sambas de membres ou anciens membres du Fundo de Quintal – comme Almir Guineto, Arlindo Cruz, Sombrinha, Jorge Aragão – mais aussi de compositeurs liés à les pagodes du Cacique de Ramos, dont les artistes de samba Luiz Carlos da Vila, Beto sem Braço (pt), Nei Lopes, Wilson Moreira, Noca da Portela (pt),.
Bien établi sur la scène musicale brésilienne en 1986, Fundo de Quintal enregistre le LP O Mapa da Mina, dont les sambas acquièrent une grande notoriété dans les médias du pays et ont contribué à franchir le cap des 250 000 exemplaires vendus, devenant ainsi la première œuvre du groupe à être certifiée platine.
Pendant le reste de cette décennie, le groupe enregistre les LP Do Fundo do Nosso Quintal, O Show Tem Que Continuar et Ciranda do Povo, œuvres qui ont également de bonnes répercussions commerciales et laissent des classiques de la samba, ainsi que le LP Ao Vivo, premier album live dans la discographie du groupe.
Peu de temps après la sortie de cet album, le compositeur Sombrinha, issu de la première formation officielle du Fundo de Quintal, quitte le groupe pour se consacrer à une carrière solo. Pour le remplacer, le musicien de São Paulo Mario Sergio est invité,. Ademir Batera rejoint également le groupe, après avoir déjà participé à ses albums en tant que musicien de studio. Avec ces deux nouveaux membres, Fundo de Quintal enregistre l'album É Aí Que Quebra A Rocha, sorti en 1991. C'est la dernière œuvre avec le sambiste Arlindo Cruz, qui quitte à son tour le groupe pour se consacrer à sa propre carrière artistique. À sa place, le musicien Ronaldinho (pt), membre de Grupo Raça (pt), l'a rejoint.
Avec le nouveau line-up de Bira Presidente (†), Ubirany, Sereno, Cleber Augusto, Ademir Batera, Mario Sergio et maintenant Ronaldinho, Fundo de Quintal enregistre neuf albums studio et deux autres albums live entre 1993 et 2003. Sortis dans la première moitié des années 1990 – période de grande effervescence du sous-genre pagode romantique (pt) dans l’univers de la samba,, – les LP A Batucada dos Nosso Tantãs et Carta Musicada suivent le même chemin d’œuvres à succès les albums précédents de Fundo de Quintal, ainsi que le LP Palco Iluminado, une œuvre dans laquelle le groupe mélangeait de nouvelles compositions avec des réenregistrements de certains succès passés.
Viennent ensuite la sortie, dans la seconde moitié des années 1990, des albums Nas Ondas Do Partido et Livre Pra Sonhar, tous deux contenant uniquement un nouveau répertoire, et Fundo de Quintal e Convidados, une œuvre qui ne contient que des réenregistrements du les succès du groupe et la participation spéciale d'artistes variés tels que Martinho da Vila, Dona Ivone Lara, Monarco et Nelson Sargento, Zeca Pagodinho et Velha Guarda da Portela (pt), Emílio Santiago, Beth Carvalho, Grupo Molejo, Péricles (pt), Frejat, Jorge Aragão et Sensação (pt) . Toujours sous la production de Rildo Hora, Fundo de Quintal a enregistré Chega Pra Sambar, le dix-septième album studio du groupe et le dernier sorti par le label RGE.

### Depuis 2000: peu de sorties en studio et plus de spectacles
Avec le départ de RGE, Fundo de Quintal fait désormais partie du catalogue d'artistes du label BMG. Cependant, l'industrie musicale brésilienne traverse une crise profonde, notamment due à l'augmentation de la vente illégale de cassettes et de disques compacts, et, plus tard, par la disponibilité des téléchargements numériques. Le résultat est une baisse significative des ventes d'albums de samba et de ses sous-genres, dont le pagode,. Pour réduire les coûts de production, de nombreuses maisons de disques se concentrent sur la sortie d'albums live plutôt que sur le travail en studio.

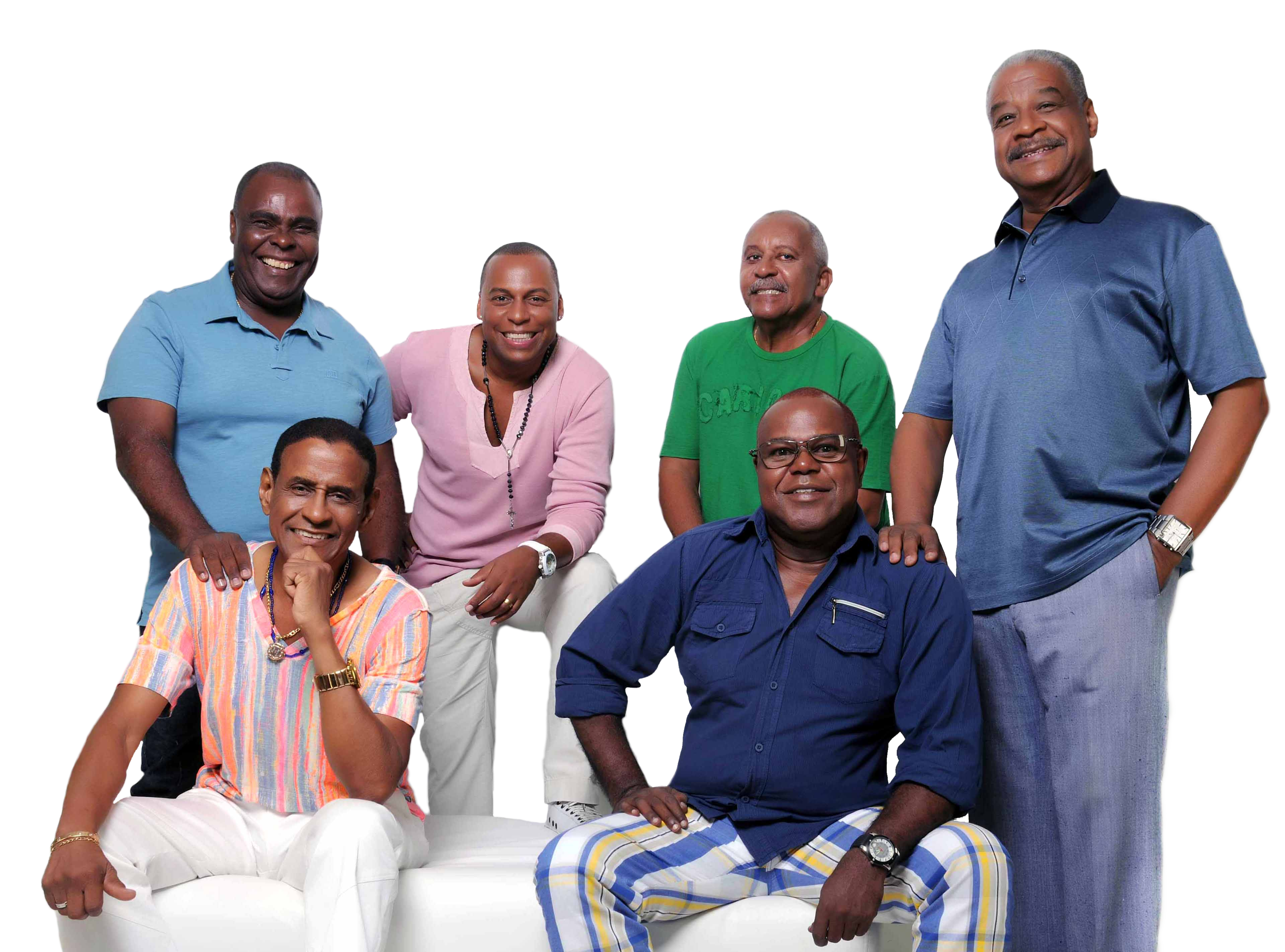
Fundo de Quintal pose en 2013.

Dans ce scénario, BMG a sorti les albums live Simplicidade et Fundo de Quintal – Gravado no Cacique de Ramos ainsi que deux autres albums studio, Papo de Samba et Festa Pra Comunidade. Alors que cette crise du marché musical brésilien s'aggrave, Fundo de Quintal lui-même commence à donner la priorité à sa carrière avec des concerts à travers le pays, dont certains ont ensuite été diffusés sur CD/DVD live, au détriment de l'enregistrement d'albums en studio. De 2004 à 2020, le groupe entre en studio pour enregistrer seulement trois autres chansons : Pela Hora, Nossa Verdade et Só Felicidade. Au cours de la même période, au moins sept chansons issues des concerts du groupe sont publiées, par différentes maisons de disques.
À ce stade également, le Fundo de Quintal a subi plusieurs changements dans sa formation. D'abord avec le départ de Cleber Augusto, en 2003, puis avec Mario Sergio, en 2008, devenu la voix principale du groupe depuis le départ d'Arlindo Cruz en 1992. Sans la voix de Mario Sergio, Flavinho Silva a rejoint le groupe et a été remplacé plus tard par Delcio Luiz. En 2013, Mario Sergio revient dans le groupe. En 2015, l'album Só Felicidade remporte le Latin Grammy Award du meilleur album de samba/pagode.
Mario Sergio meurt d'un lymphome en mai 2016,,. Même secoués par la perte de leur compagnon, les musiciens du Fundo de Quintal décident de poursuivre leur activité et, peu de temps après, ils recrutent le musicien Marcio Alexandre, de l'école de samba Vai-Vai de São Paulo, comme nouveau membre. En 2017, c'est au tour de Ronaldinho d'annoncer son départ du groupe, remplacé plus tard par le musicien Júnior Itaguay. En décembre 2020, Fundo de Quintal perd Ubirany, l'un de ses fondateurs, à cause de complications liées à la maladie causée par le coronavirus,. Le percussionniste Tiago Testa rejoint le groupe pour jouer le repique de mão à partir d'août 2023.

## Discographie

### Albums studios
- 1980: Samba é No Fundo de Quintal
- 1981: Samba é No Fundo de Quintal Vol. 2
- 1983: Nos Pagodes da Vida
- 1984: Seja Sambista Também
- 1985: Divina Luz
- 1986: O Mapa da Mina
- 1987: Do Fundo do Nosso Quintal
- 1988: O Show Tem Que Continuar
- 1989: Ciranda do Povo
- 1991: É Aí Que Quebra a Rocha
- 1993: A Batucada dos Nossos Tantãs
- 1994: Carta Musicada
- 1995: Palco Iluminado
- 1996: Nas Ondas do Partido
- 1997: Livre Pra Sonhar
- 1998: Fundo de Quintal e Convidados
- 1999: Chega Pra Sambar
- 2001: Papo de Samba
- 2003: Festa Pra Comunidade
- 2006: Pela Hora
- 2011: Nossa Verdade
- 2014: Só Felicidade

### Albums live
- 1990: Ao Vivo
- 2000: Simplicidade
- 2002: Gravado no Cacique de Ramos
- 2004: Ao Vivo Convida
- 2007: O Quintal do Samba
- 2008: Samba de Todos os Tempos
- 2009: Vou Festejar
- 2012: No Compasso do Samba
- 2015: Fundo de Quintal no No Circo Voador — 40 Anos
- 2017: Roda de Samba do Fundo de Quintal no Cacique de Ramos

### Compilation
- 2000 : Nosso Grito